# KMG Kliniken
Die KMG Kliniken SE ist ein privates Gesundheitsunternehmen in Bad Wilsnack im Land Brandenburg und betreibt Akutkliniken, Rehabilitationskliniken, Seniorenheime, Medizinische Versorgungszentren und Ambulante Pflegedienste mit über 2.500 Betten und Plätzen. Das Akronym KMG im Unternehmensnamen steht für Klinik Management GmbH.
Das 1991 gegründete Unternehmen baute auf der 100-jährigen Tradition des Kur- und Klinikbetriebes von Bad Wilsnack auf. Die Umsatzerlöse stiegen seit 1991 von 3 Millionen Euro auf 374 Millionen Euro im Jahr 2023. Das Unternehmen hat im Jahr 2024 etwa 4.900 Beschäftigte.

## Standorte

### Akutkliniken
- KMG Klinikum Sondershausen[3]
- KMG Klinikum Sömmerda[4]
- KMG Klinikum Nordbrandenburg - Standort Kyritz[5]
- KMG Klinikum Nordbrandenburg - Standort Pritzwalk[6]
- KMG Klinikum Nordbrandenburg - Standort Wittstock[7]
- KMG Klinikum Luckenwalde[8]
- KMG Klinikum Güstrow[9]
- KMG Klinik Boizenburg[10]

### Rehakliniken
- KMG Klinik Silbermühle (in Plau am See)[11]
- KMG Elbtalklinik (in Bad Wilsnack)[12]

### Arztpraxen nach Orten
(Quelle: )
- Bad Frankenhausen:  Anästhesiologie, Endoskopie und chirurgische Onkologie, Chirurgie, Viszeralchirurgie und Ernährungsmedizin, Orthopädie, Unfallchirurgie und D-Arzt, Orthopädie - Schulter, Hüfte und Knie, Radiologie
- Bützow: Gynäkologie und Geburtshilfe
- Heldrungen: Gynäkologie und Geburtshilfe
- Jüterbog: Chirurgie, Gynäkologie und Geburtshilfe, Kinder- und Jugendmedizin
- Kyritz: Innere Medizin/Rheumatologie
- Luckenwalde: Chirurgie, Diabetologie, Kinder- und Jugendmedizin, Neurologie, Radiologie, Urologie
- Neuruppin: Allgemeinmedizin
- Osterburg: Orthopädie
- Pritzwalk: Chirurgie, Gynäkologie und Geburtshilfe, Innere Medizin – Kardiologie, Radiologie
- Rangsdorf: Gynäkologie und Geburtshilfe
- Sondershausen: Allgemeinmedizin, Gynäkologie und Geburtshilfe, Urologie
- Sömmerda: Gynäkologie und Geburtshilfe, Kardiologie, Radiologie
- Stülpe: Allgemeinmedizin
- Trebbin: Chirurgie und Unfallchirurgie, Kinder- und Jugendmedizin

## Ausbildung/Fortbildung
An der KMG Pflegeschule in Pritzwalk wird in den Berufen Pflegefachfrau bzw. -mann sowie in der Gesundheits- und Krankenpflegehilfe ausgebildet.
Eine berufliche Erstausbildung in der Physiotherapie wird in Kooperation zwischen dem KMG Klinikum Güstrow und dem Regionalen Beruflichen Bildungszentrum des Landkreises Rostock, Abteilung Gesundheit, angeboten. Daran sind verschiedene Kliniken und Rehabilitationszentren – sowohl der KMG Kliniken als auch anderer Betreiber – angeschlossen. Ebenso werden hier Pflegefachpersonen, Operationstechnische und Anästhesietechnische Assistent*innen (wobei die theoretische Ausbildung der Anästhesietechnischen Assistent*innen an der Höheren Berufsfachschule der Universitätsmedizin Rostock (UMR) erfolgt) ausgebildet. Das KMG Klinikum Güstrow ist Akademisches Lehrkrankenhaus der Universitätsmedizin Rostock.
Die Schule für Gesundheitsberufe am KMG Klinikum Luckenwalde bildet sowohl Pflegefachpersonen als auch Altenpflegehelfer*innen für die KMG Kliniken und externe Kooperationspartner*innen aus. Das KMG Klinikum Luckenwalde ist außerdem Akademisches Lehrkrankenhaus der Martin-Luther-Universität Halle-Wittenberg.
Die Akademie für Gesundheitsberufe in Luckenwalde steht für Engagement, Qualität und Vielfalt in der Fort- und Weiterbildung im Gesundheitswesen. In moderner Lernumgebung wird lebenslanges Lernen gefördert und Raum für eine persönliche und berufliche Weiterentwicklung gegeben. Gemeinsam die Betreuung von morgen gestalten – individuell, praxisnah und flexibel!

## Belege
1. 1 2 3  kmg-kliniken.de/
2. ↑  Gründung Klinik Management GmbH & Co. KG (KMG) - Jahr 1993 in der Unternehmenschronik. In: kmg-kliniken.de. KMG Kliniken, 18. März 2021, abgerufen am 18. März 2021.
3. ↑  KMG Klinikum Sondershausen. Abgerufen am 20. Dezember 2023.
4. ↑  KMG Klinikum Sömmerda. Abgerufen am 20. Dezember 2023.
5. ↑  KMG Klinikum Sömmerda. Abgerufen am 20. Dezember 2023.
6. ↑  KMG Klinikum Nordbrandenburg - Standort Pritzwalk. Abgerufen am 20. Dezember 2023.
7. ↑  KMG Klinikum Nordbrandenburg - Standort Wittstock. Abgerufen am 20. Dezember 2023.
8. ↑  KMG Klinikum Luckenwalde. Abgerufen am 20. Dezember 2023.
9. ↑  KMG Klinikum Güstrow. Abgerufen am 20. Dezember 2023.
10. ↑  KMG Klinik Boizenburg. Abgerufen am 20. Dezember 2023.
11. ↑  KMG Klinik Silbermühle. Abgerufen am 20. Dezember 2023.
12. ↑  KMG Elbtalklinik Bad Wilsnack | Reha in Brandenburg. Abgerufen am 20. Dezember 2023.
13. ↑  Arztpraxen & ambulante Therapien | KMG Kliniken. Abgerufen am 20. Dezember 2023.
14. ↑  Akademische Lehrkrankenhäuser. In: Online-Auftritt der Martin-Luther-Universität Halle-Wittenberg. Abgerufen am 23. Mai 2022.
15. ↑  KMG Akademie für Gesundheitsberufe. Abgerufen am 18. Mai 2025 (deutsch).